# دیوید گدیس
دیوید گدیس (انگلیسی: David Geddis؛ زادهٔ ۱۲ مهٔ ۱۹۵۸) بازیکن فوتبال اهل بریتانیا است.
از باشگاه‌هایی که در آن بازی کرده‌است می‌توان به باشگاه فوتبال سوئیندون تاون، باشگاه فوتبال دارلینگتون، باشگاه فوتبال بارنزلی، باشگاه فوتبال لوتون تاون، باشگاه فوتبال استون ویلا، باشگاه فوتبال ایپسویچ تاون، باشگاه فوتبال بیرمنگام سیتی، باشگاه فوتبال برنتفورد، و باشگاه فوتبال شروزبری تاون اشاره کرد.